# 磐井神社

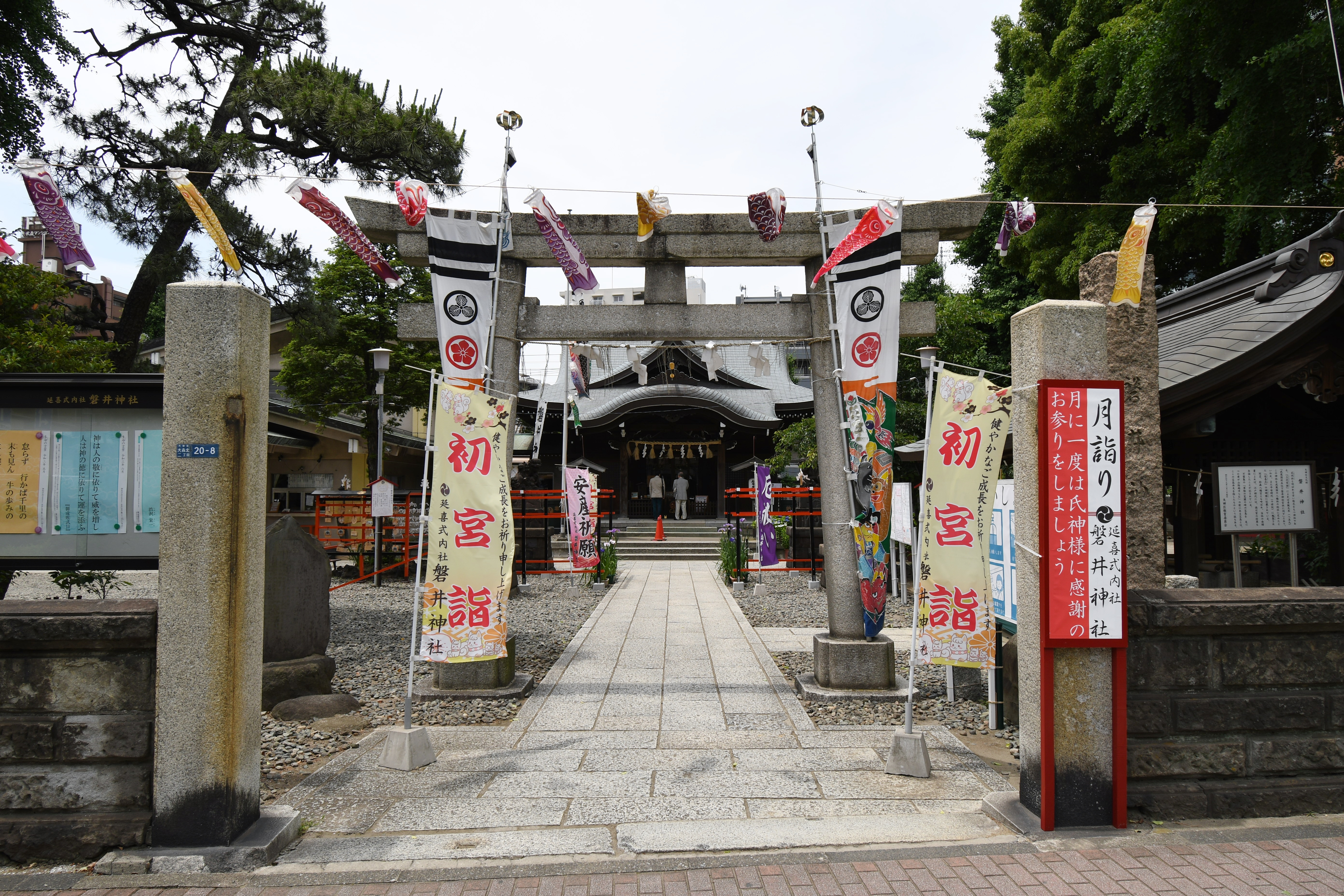
鳥居

磐井神社（いわいじんじゃ）は、東京都大田区大森北にある神社（八幡宮）。式内社で、旧社格は郷社。
江戸時代以前は、鈴森八幡宮（鈴の森八幡宮/鈴ヶ森八幡宮）とも称された。また「武蔵国八幡総社」に位置づけられたと伝える。境内には「東海七福神」のうちの弁財天（笠島弁天社）が祀られている。

## 祭神
- 応神天皇
- 仲哀天皇
- 神功皇后
- 姫大神
- 大己貴命

## 歴史
創建年代等については不詳であるが、敏達天皇の代に創建されたと伝えられる。『日本三代実録』によれば貞観元年（859年）に「武蔵国従五位磐井神社官社に列す」とあり、平安時代には『延喜式』にも記載されている。また武蔵国の八幡宮の総社（総社八幡宮）に定めたともいわれる。江戸時代には、将軍家の帰依を得、「鈴ヶ森八幡（宮）」とも称された。なお、鈴ヶ森という地名はこの神社に伝わる「鈴石」（鈴のような音色のする石）によるものとされる。

## 境内

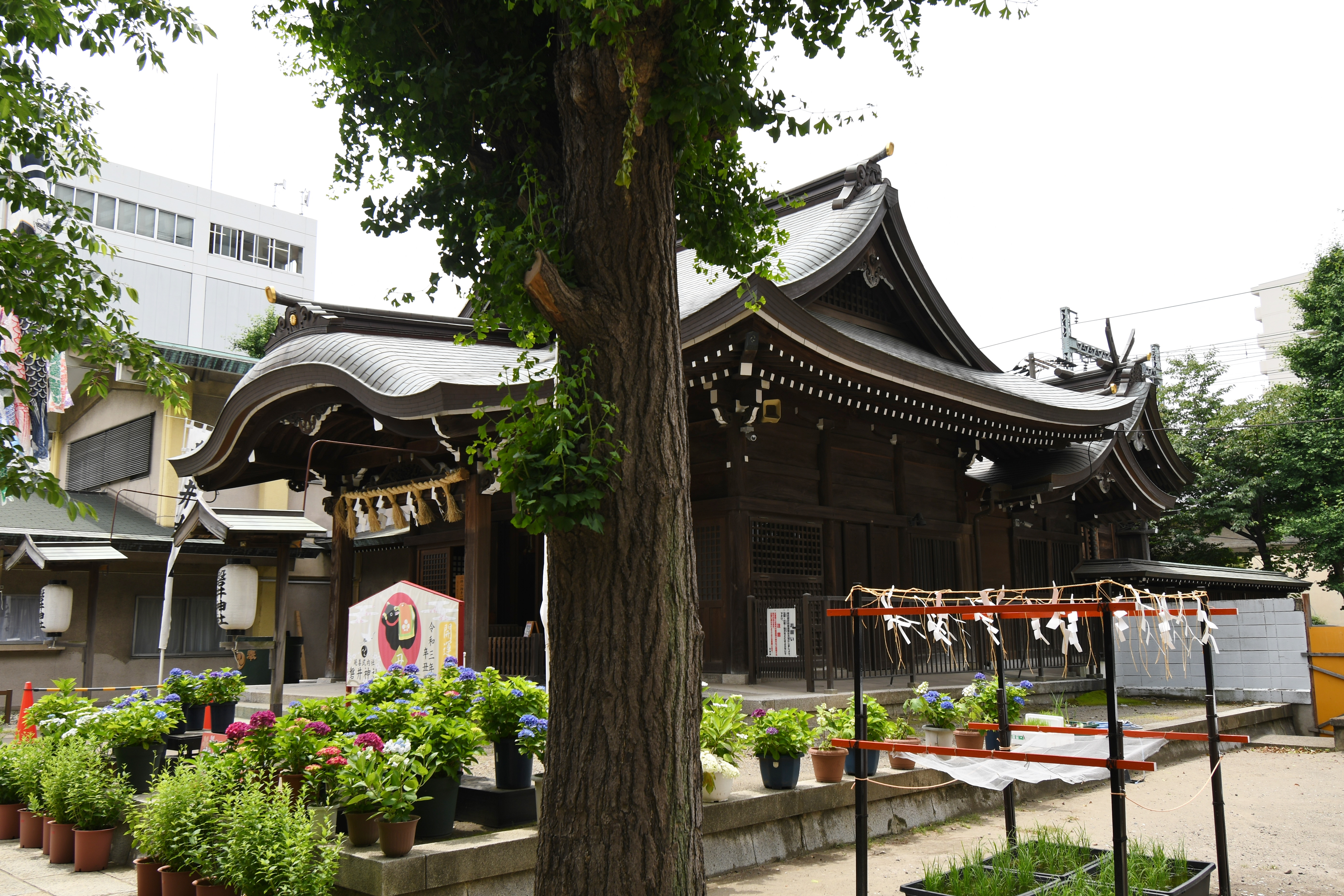
社殿
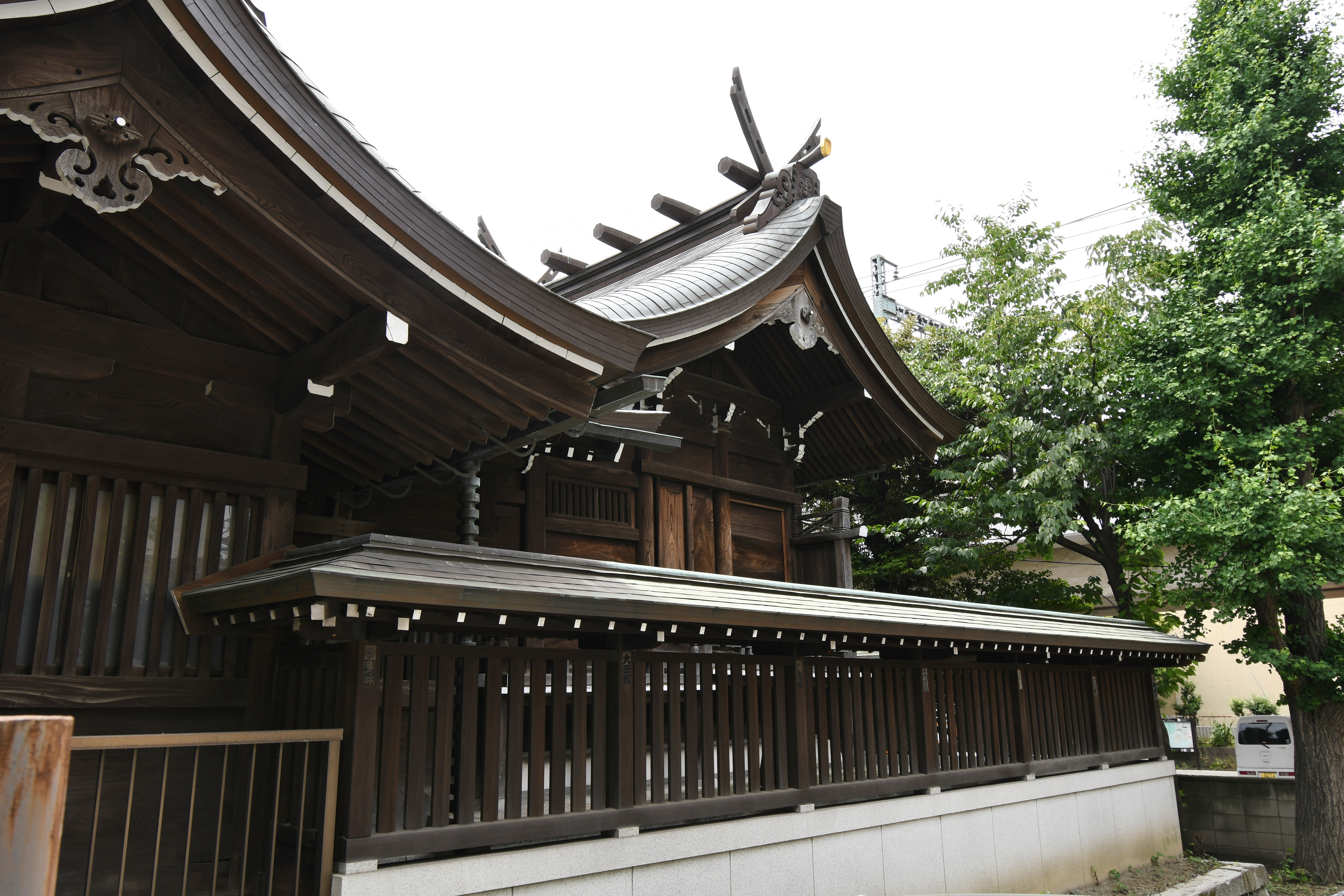
本殿
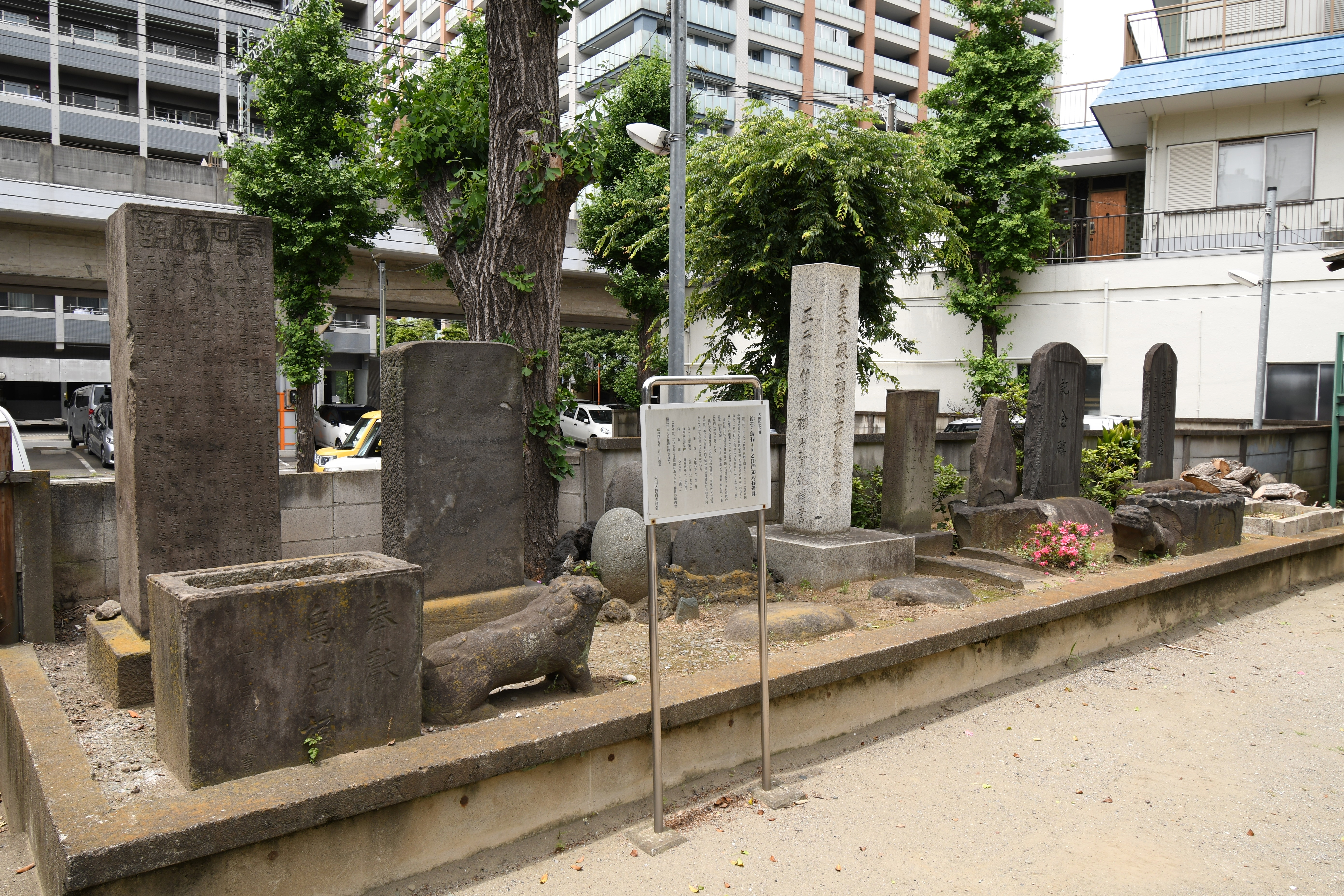
石碑群
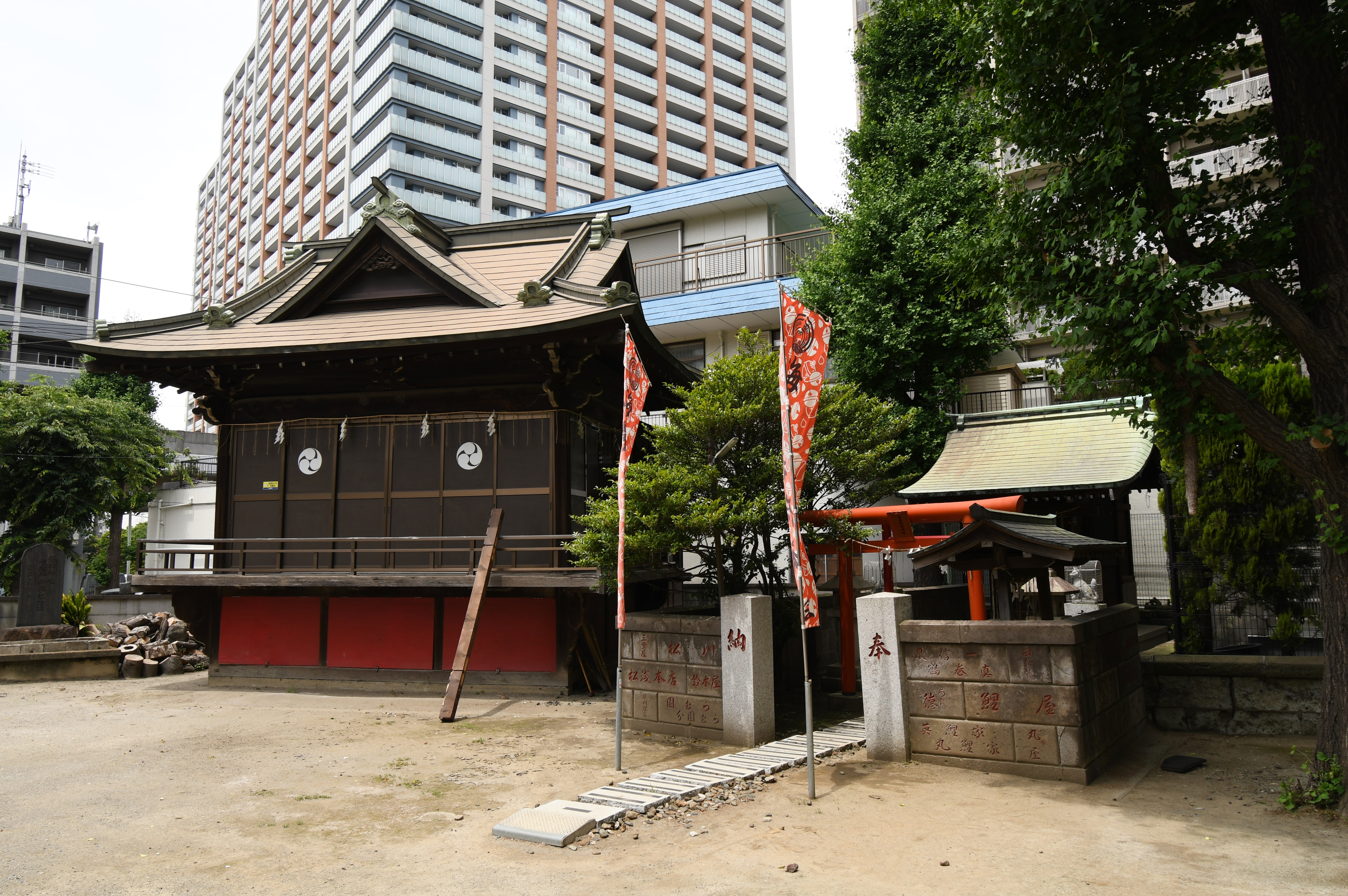
神楽殿・海豊稲荷神社
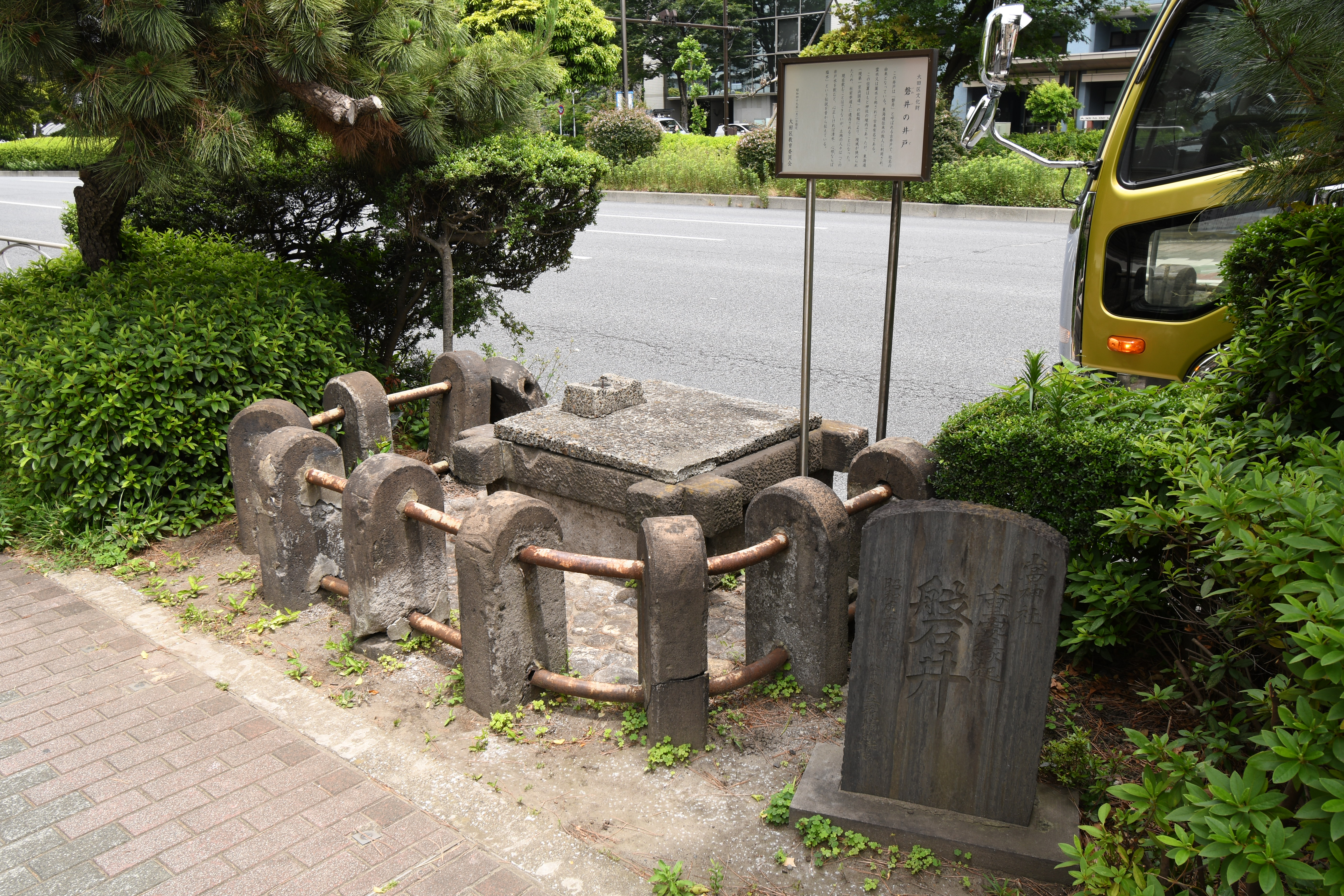
磐井の井戸（元子爵の立花種忠の書）

## 文化財

### 大田区指定文化財
- 有形文化財
  - 鈴石・烏石と江戸文人石碑群（金石文） - 鈴石・烏石は非公開。1974年（昭和49年）2月2日指定[3]。
- 史跡
  - 磐井神社 - 1974年（昭和49年）2月2日指定[3]。
  - 磐井の井戸 - 1974年（昭和49年）2月2日指定[3]。

## 交通アクセス
- 京浜急行電鉄大森海岸駅